# Citroën C5 II
Pour l’article homonyme, voir Citroën C5.
La Citroën C5 est une berline familiale du constructeur automobile français Citroën produite de 2007 à 2021. Elle est la seconde génération de cette berline après la C5 I produite de 2000 à 2007.

## Présentation

### Phase 1 (2007 - 2010)

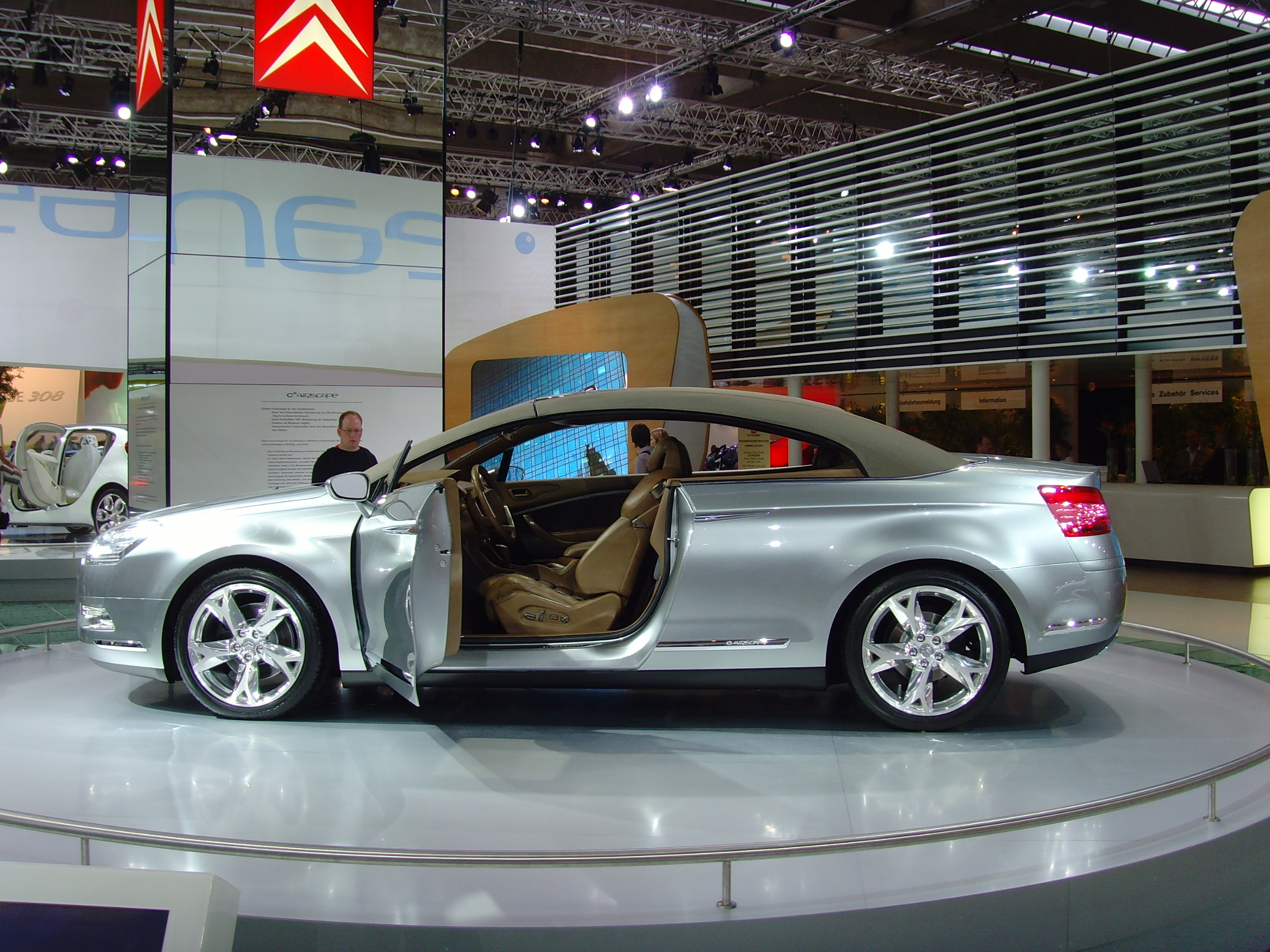
Le concept car C5 Airscape (2007)

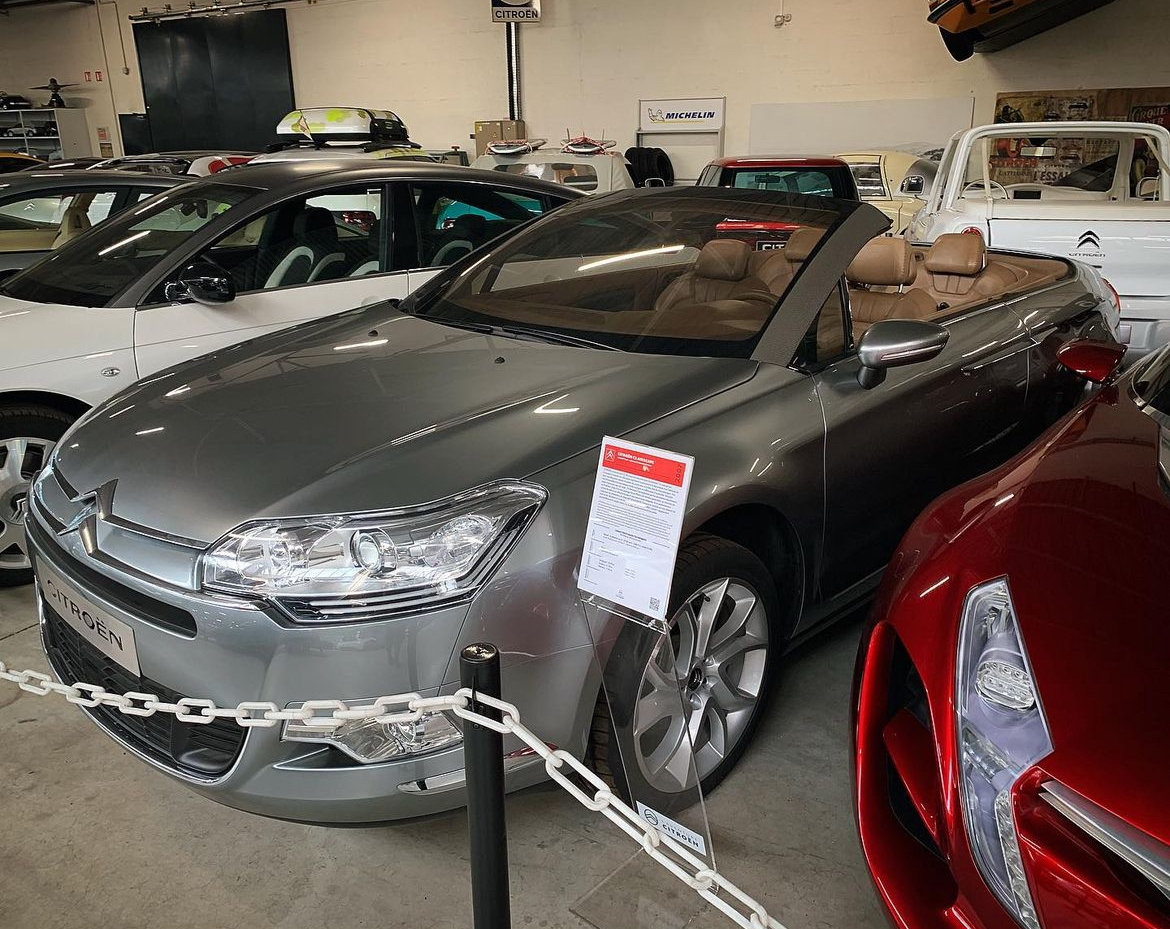
Vue avant gauche.

La deuxième génération de la C5 a été présentée le 15 janvier 2007 en première mondiale au salon de l'automobile de Bruxelles. Un aperçu de sa ligne avait été dévoilé au Salon de l'automobile de Francfort 2007 avec le concept-car C5 Airscape, un grand cabriolet doté d'un toit rétractable.
Il s'agit d'une automobile totalement repensée, et très différente de la précédente version. Cette C5 est partie d'une feuille blanche, Citroën considérant que le style du modèle précédent n'avait pas convaincu. La carrosserie est plus volumineuse, avec 3,4 cm de plus en longueur, 8 cm de plus en largeur mais 1,8 cm de moins en hauteur, permettant des proportions plus dynamiques. Le poids de base a augmenté de 133 kg par rapport à la première génération et les rejets de CO2 minimum augmentent de 4,9 %.
Le véhicule est toujours décliné en deux carrosseries, berline classique tricorps, ou break à hayon.
La C5 Tourer affiche un volume à bagages de 505 litres (contre 439 pour la berline) et un volume maximum de 1462 litres contre 1 315 pour la berline, soit des valeurs en retrait par rapport à la première génération. Les finitions et les équipements sont en revanche en progrès.
Cette nouvelle génération abandonne toutefois la suspension hydropneumatique sur ses versions d'entrée de gamme, au profit d'une suspension classique à ressorts (dite métallique). Sur la version break, la vitre ouvrante de la porte arrière est également abandonnée (elle permettait d'accéder au contenu du coffre sans avoir à ouvrir la porte).

### Phase 2 (2010-2012)
Trois ans après sa présentation, soit deux ans après les premières livraisons, la C5 reçoit de légères mises à jour afin de concurrencer la Renault Laguna III restylée et la toute nouvelle Peugeot 508. Ce restylage discret se traduit simplement par l'apport de feux à diodes (LED) à l'avant et de surfaces dites cristal sur les feux arrière.

### Phase 3 (2012-2017)
La C5 propose désormais une teinte brune baptisée Guaranja. Les nouveaux chevrons de la marque sur la calandre sont la principale caractéristique de ce nouveau modèle. Plus arrondis et plus lisses, ils donnent une image un peu plus jeune et plus dynamique au véhicule, mais également une face avant un peu plus expressive. De nouvelles jantes alliage de 17" (de série suivant les versions) font leur apparition, ainsi que le système de navigation eMyWay (990 € en Confort, série sur Exclusive) avec une connectique complète (jack, USB, Bluetooth) qui peut être couplé à la caméra de recul (sur Tourer).
En novembre 2013, la C5 3.0 V6 HDi 240 disparaît du catalogue, marquant la fin des motorisations V6 chez PSA.
En 2015, afin de préparer la fin du modèle, Citroën fait évoluer l'offre de motorisations de sa berline. Les moteurs Essence 1.6 VTi 120 et 1.6 THP 155 ne sont pas remplacés par les nouveaux moteurs 1.2 PureTech 130 et 1.6 THP 165 contrairement à d'autres modèles PSA. La C5 est désormais uniquement disponible en motorisation Diesel.
- Disparition du 1.6 e-HDi 115 sans remplacement.
- Remplacement du 2.0 HDi 140 par le 2.0 BlueHDi 150 en boite manuelle 6 vitesses.
- Remplacement des 2.0 HDi 163 et 2.2 HDi 204 par le 2.0 BlueHDi 180 en boite automatique EAT6.

Citroën annonce en mars 2017 l'arrêt de sa production en Europe le 8 juin 2017, ce jour étant celui de la sortie de production de dernière Citroën dotée de l'emblématique suspension hydropneumatique. Sa cadence quotidienne durant cette période est de 66 exemplaires. La production de C5 en 2016 n'a été de 10 085 exemplaires pour 2 197 ventes en France (-39,1 %). En revanche, elle est profondément restylée en Chine et poursuit sa carrière.

## Caractéristiques techniques

### Motorisations
|                            | 1.6 HDi 110                        | 1.6 HDi 112                        | 1.6 HDi 112                        | 1.6 HDi 115                        | 1.6 HDi 115                        | 2.0 HDi 138                    | 2.0 HDi 138                    | 2.0 HDi 140                    | 2.0 HDi 140                    | 2.0 BlueHDi 150                | 2.0 HDi 160                    | 2.0 HDi 160                    | 2.0 BlueHDi 180                | 2.2 HDi 173          | 2.2 HDi 200          | 2.7 HDi 208      | 3.0 HDi 240      | 1.8 125              | 2.0 140              | 2.0 140              | 1.6 VTi 120                    | 1.6 THP 155                    | 1.6 THP 155                    | 3.0 215          |
| -------------------------- | ---------------------------------- | ---------------------------------- | ---------------------------------- | ---------------------------------- | ---------------------------------- | ------------------------------ | ------------------------------ | ------------------------------ | ------------------------------ | ------------------------------ | ------------------------------ | ------------------------------ | ------------------------------ | -------------------- | -------------------- | ---------------- | ---------------- | -------------------- | -------------------- | -------------------- | ------------------------------ | ------------------------------ | ------------------------------ | ---------------- |
| Moteur                     | 4-cylindres en ligne (type DV/DLD) | 4-cylindres en ligne (type DV/DLD) | 4-cylindres en ligne (type DV/DLD) | 4-cylindres en ligne (type DV/DLD) | 4-cylindres en ligne (type DV/DLD) | 4-cylindres en ligne (type DW) | 4-cylindres en ligne (type DW) | 4-cylindres en ligne (type DW) | 4-cylindres en ligne (type DW) | 4-cylindres en ligne (type DW) | 4-cylindres en ligne (type DW) | 4-cylindres en ligne (type DW) | 4-cylindres en ligne (type DW) | 4-cylindres en ligne | 4-cylindres en ligne | 6-cylindres en V | 6-cylindres en V | 4-cylindres en ligne | 4-cylindres en ligne | 4-cylindres en ligne | 4-cylindres en ligne (type EP) | 4-cylindres en ligne (type EP) | 4-cylindres en ligne (type EP) | 6-cylindres en V |
| Cylindrée (cm3)            | 1560                               | 1560                               | 1560                               | 1560                               | 1560                               | 1997                           | 1997                           | 1997                           | 1997                           | 1997                           | 1997                           | 1997                           | 1997                           | 2179                 | 2179                 | 2720             | 2992             | 1749                 | 1997                 | 1997                 | 1598                           | 1598                           | 1598                           | 2946             |
| Puissance maximale (ch)    | 109                                | 112                                | 112                                | 115                                | 115                                | 136                            | 136                            | 140                            | 140                            | 150                            | 163                            | 163                            | 181                            | 170                  | 204                  | 204              | 241              | 125                  | 140                  | 140                  | 120                            | 156                            | 156                            | 211              |
| au régime de (tr/min)      | 4000                               | 3600                               | 3600                               | 3600                               | 3600                               | 4000                           | 4000                           | 4000                           | 4000                           | 4000                           | 3750                           | 3750                           | 3750                           | 4000                 | 3500                 | 4000             | 3800             | 6000                 | 6000                 | 6000                 | 6000                           | 6000                           | 6000                           | 6000             |
| Couple maximal (N m)       | 240                                | 240                                | 270                                | 240                                | 270                                | 320                            | 320                            | 320                            | 320                            | 370                            | 340                            | 340                            | 400                            | 370                  | 450                  | 440              | 450              | 170                  | 200                  | 200                  | 160                            | 240                            | 240                            | 290              |
| au régime de (tr/min)      | 1750                               | 1500                               | 1750                               | 1500                               | 1750                               | 2000                           | 2000                           | 2000                           | 2000                           | 2000                           | 2000                           | 2000                           | 2000                           | 1500                 | 2000                 | 1900             | 1600             | 3750                 | 4000                 | 4000                 | 4250                           | 1400                           | 1400                           | 3750             |
| Boîte de vitesses          | BVM5                               | BVM5                               | ETG6                               | BVM5                               | ETG6                               | BVM6                           | BVA6                           | BVM6                           | BVM6                           | BVM6                           | BVM6                           | BVA6                           | EAT6                           | BVM6                 | BVA6                 | BVA6             | BVA6             | BVM5                 | BVM5                 | BVA4                 | ETG6                           | BVM6                           | BVA6                           | BVA6             |
| Vitesse maximale (en km/h) | 191                                | 190                                | 190                                | 190                                | 190                                | 204                            | 201                            | 201                            | 204                            | 214                            | 210                            | 210                            | 222                            | 219                  | 230                  | 224              | 243              | 200                  | 210                  | 205                  | 198                            | 210/215                        | 210/215                        | 224              |
| 0-100 km/h (s)             | 12.2                               | 11.6                               | 12.6                               | 11.6                               | 12.6                               | 10.6                           | 11.8                           | 11.8                           | 10.6                           | 9.4                            | 8.9                            | 9                              | 8.7                            | 10                   | 8.3                  | 8.9              | 7.9              | 12.2                 | 10.7                 | 12.8                 | 12.2                           | 8.6/9.9                        | 9.8                            | 9.2              |
| Consommation (L/100 km)    | 5                                  | 6                                  | 4.6                                | 4.6                                | 4.3                                | 6.25                           | 7.1                            | 7.1                            | 5.7                            | 4.5/3.8/4.1                    | 5.3                            | 6.9/6.2                        | 5.2/3.8/4.4                    | 6.5                  | 5.9                  | 8.4              | 7.4/7.2          | 7.9                  | 8.4                  | 8.9                  | 6.2                            | 7.1/5.5 (à 90 km/h)            | 7.7                            | 10.5             |
| Émissions de CO2 (g/km)    | 130                                | 129                                | 120                                | 120                                | 111                                | 130                            | 189                            | 189                            | 149                            | 104                            | 139                            | 179/163                        | 114                            | 172                  | 155                  | 223              | 195/189          | 188                  | 198                  | 212                  | 144                            | 167                            | 179                            | 248              |
| Norme                      | Euro 4                             | Euro 5.a                           | Euro 5.a                           | Euro 5.b                           | Euro 5.b                           | Euro 4                         | Euro 4                         | Euro 5                         | Euro 5                         | Euro 6.b                       | Euro 5                         | Euro 5                         | Euro 6.b                       | Euro 4               | Euro 5               | Euro 4           | Euro 5.a         | Euro 4               | Euro 4               | Euro 4               | Euro 5                         | Euro 5                         | Euro 5                         | Euro 4           |

## Finitions

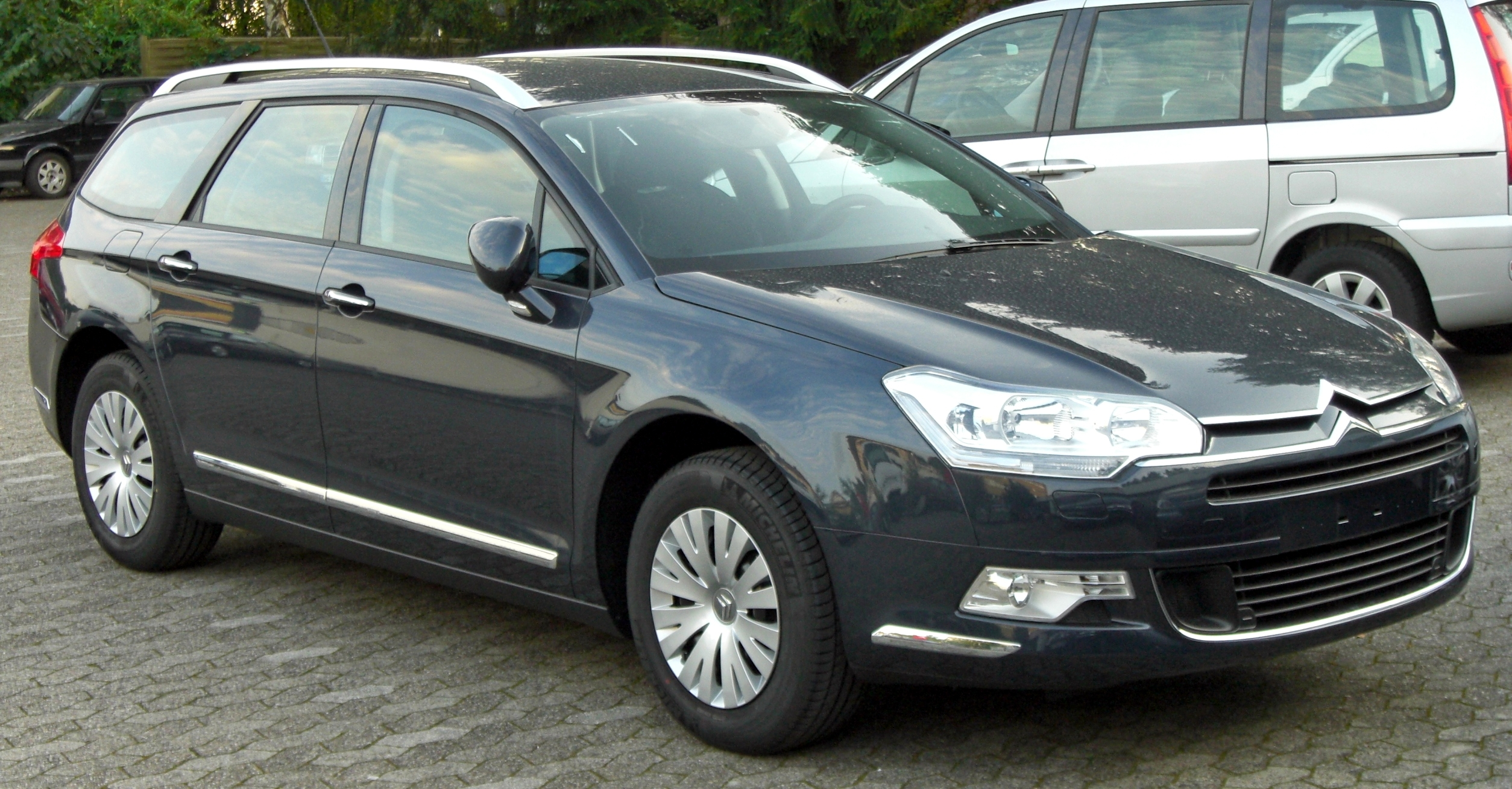
Citroën C5 II Phase I Tourer

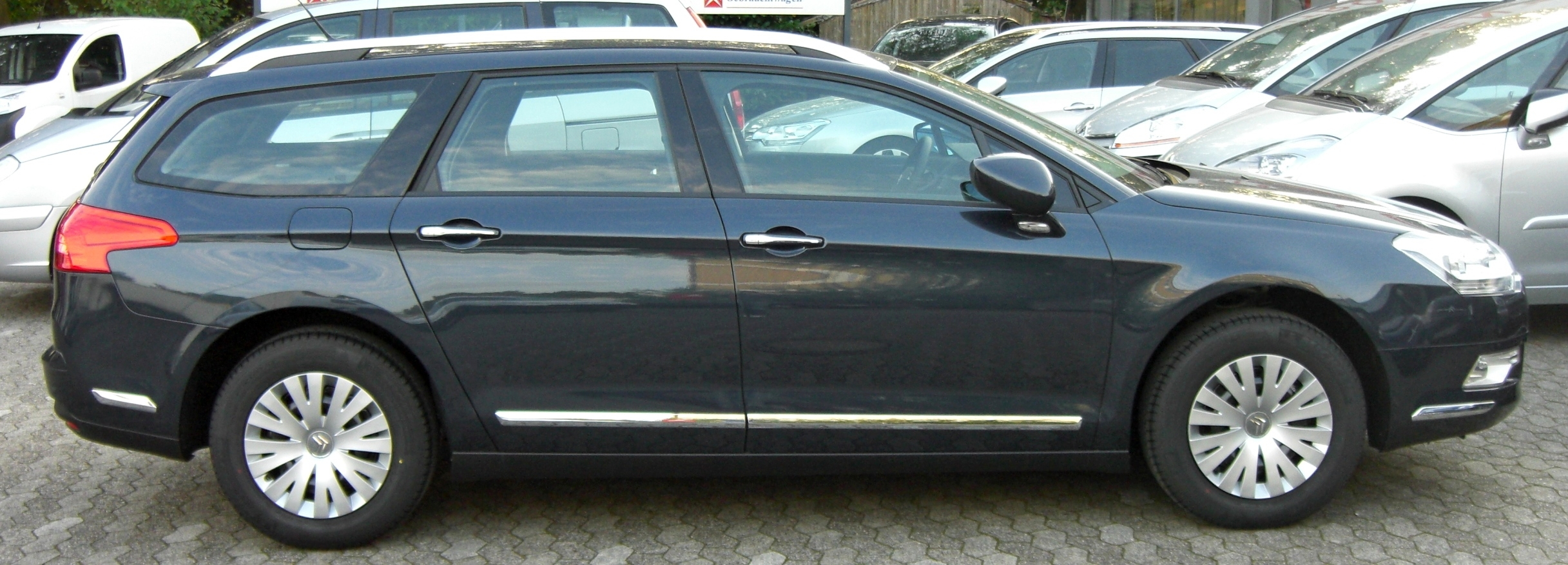
Citroën C5 II Phase I Tourer

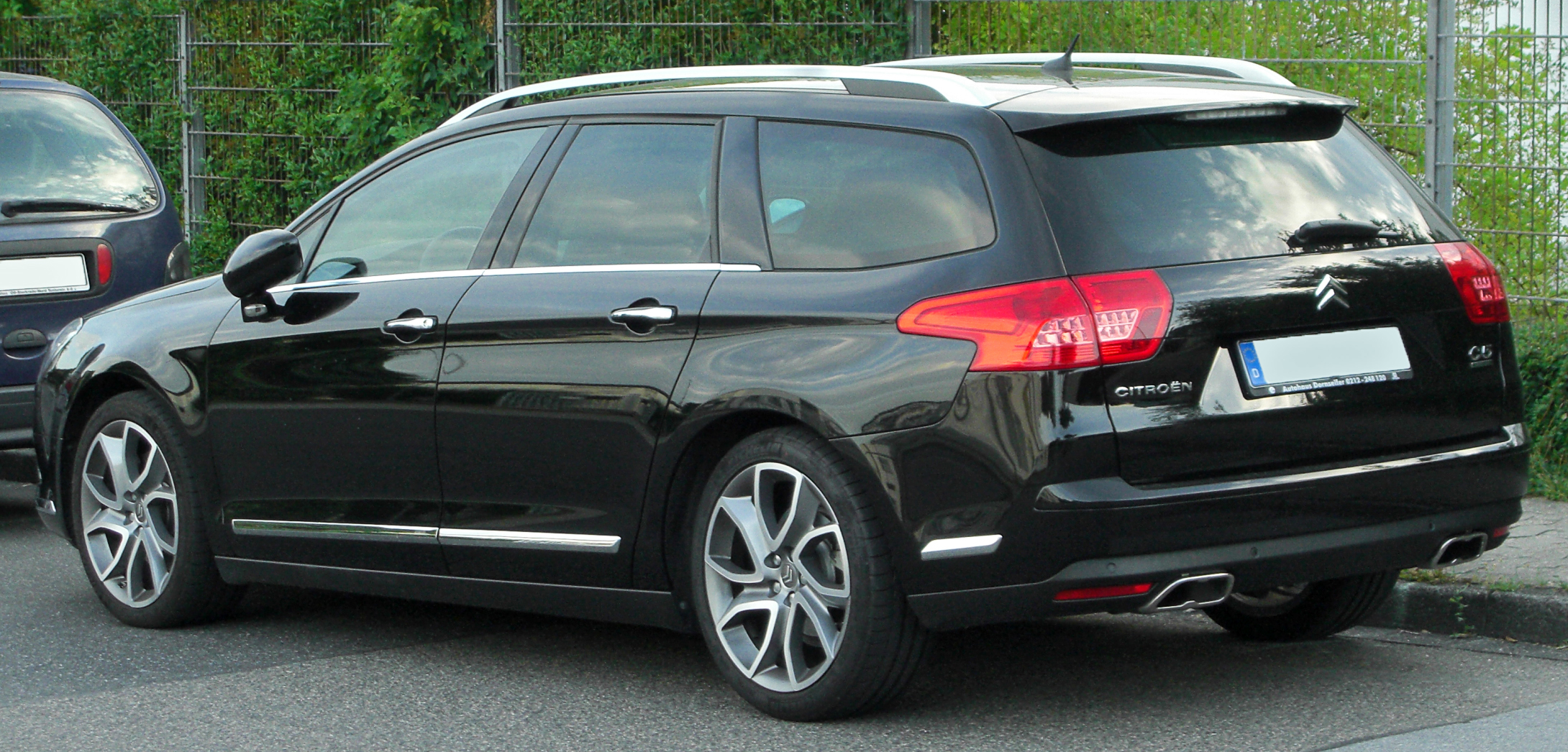
Citroën C5 II Phase I Tourer

- Attraction : C’est l'entrée de gamme. Il propose à partir de 21 500 € un ABS+REF+AFU+ESP+ASR, des coussins gonflables de sécurité (« Airbags ») frontaux et latéraux avant, en rideaux avant et arrière, aux genoux pour le conducteur et au thorax à l’arrière, un allumage automatique des feux de détresse, des ceintures arrière 3 points avec limiteur d’effort sur les places latérales, la condamnation automatique des portes et du coffre en roulant, des fixations ISOFIX aux places latérales arrière, un régulateur/limiteur de vitesse, une sécurité enfant électrique couplée à la neutralisation des vitres arrière électriques, témoin et alerte sonores de non-bouclage des ceintures avant et arrière, un pédalier rétractable, des rétroviseurs électriques dégivrant, un accoudoir central avant, climatisation automatique monozone et aérateurs arrière, une direction à assistance variable, des vitres avant et arrière électrique, un pare-brise feuilleté acoustique, le siège conducteur réglable en hauteur, une suspension métallique, un verrouillage centralisé avec plip HF, un système audio CD MP3 mono-tuner, des baguettes latérales noires et des jantes tôle 16 pouces
  - Options : Peinture métallisée ; Kit anti-crevaison ;
  - Moteurs disponibles : 1.8 16v 127 ch BVM5, HDi 110 ch FAP BVM5
- Dynamique : C’est le deuxième niveau de finition. Il propose à partir de 23 600 € les équipements évoqués ci-dessus ajouté à une fixation ISOFIX siège passager, un accoudoir central arrière, une climatisation bizone avec un capteur de pollution, un réglage lombaire du siège conducteur, des rétroviseurs rabattables électriquement, un siège passager réglable en hauteur, un volant cuir, un système audio CD MP3 bi-tuner, des baguettes latérales chromées et des jantes alliage 17 pouces
  - Options : Peinture métallisée ; Tissu/cuir ; Kit anti-crevaison ; Pack visibilité ; Projecteurs directionnels xénon bi-fonction ; Pack automatique+Sécurité ; Pack sécurité ; Aide au stationnement arrière ; Pack automatique ; Kit mains libres Bluetooth ; NaviDrive couleur
  - Moteurs disponibles : 1.8 16v 127 ch BVM5, 2.0 16v 143 ch BVM5, HDi 110 ch FAP BVM5, HDi 138 ch FAP BVM6
- Confort : C’est le troisième niveau de finition. Il propose à partir de 23 600 € les équipements évoqués ci-dessus ajouté à une aide au stationnement arrière.
Par contre des équipements disparaissent : les jantes alliage 17 pouces au profit des jantes tôle 16 pouces et le système audio CD MP3 bi-tuner au profit d’un système audio CD MP3 mono-tuner
  - Options : Peinture métallisée ; Cuir ; AFIL ; Kit anti-crevaison ; Projecteurs directionnels xénon bi-fonction ; Pack automatique+sécurité ; Pack sécurité ; Pack automatique ; Kit mains libres Bluetooth ; GPS MyWay ; NaviDrive couleur ; Jantes alliage 17 pouces
  - Moteurs disponibles : 1.8i 16v 127 ch BVM5, 2.0i 16v 143 ch BVA4, 2.0i 16v 143 ch BVM5, HDi 110 ch FAP BVM5, HDi 138 ch  FAP BVA6, HDi 138 ch FAP BVM6, HDi 140 ch FAP BVM6, HDi 173 ch FAP BVM6
- Exclusive : C’est le haut de gamme. Il propose à partir de 29 150 € (en plus des équipements évoqués ci-dessus) la suspension oléopneumatique "hydractive", un détecteur de sous-gonflage, des projecteurs directionnels xénon bi-fonction, un rétroviseur intérieur électrochrome, une aide au stationnement avec mesure de place, des rétroviseurs indexés, un siège conducteur à mémoire, un vitrage latéral surteinté et feuilleté acoustique et des jantes alliage 17 pouces (19 pouces sur Exclusive +).
  - Options : Peinture métallisée ; Cuir ; Cuir intégrale ; AFIL ; Kit anti-crevaison ; Pack hiver + pack sécurité ; Pack sécurité ; Pack hiver ; Toit ouvrant électrique ; Toit panoramique ; Kit mains libres Bluetooth ; NaviDrive couleur ; Système audio HiFi MP3 8HP+1 caisson de basse ; Jantes alliage 18 pouces.
  - Moteurs disponibles : 2.0i 16v 143 ch BVA4, 2.0i 16v 143 ch BVM5, 3.0i V6 215 ch BVA6, HDi 138 ch FAP BVA6, HDi 138 ch FAP BVM6, HDi 140 ch FAP BVM6, HDi 160 ch FAP BVM6, HDi 173 ch FAP BVM6, HDi 208 ch FAP BVA6, HDi V6 240 ch FAP BVA6.
  - Millenium
  - Millenium Business

### La Citroën C5 II en Chine

#### Phases 1 (2010-2013)

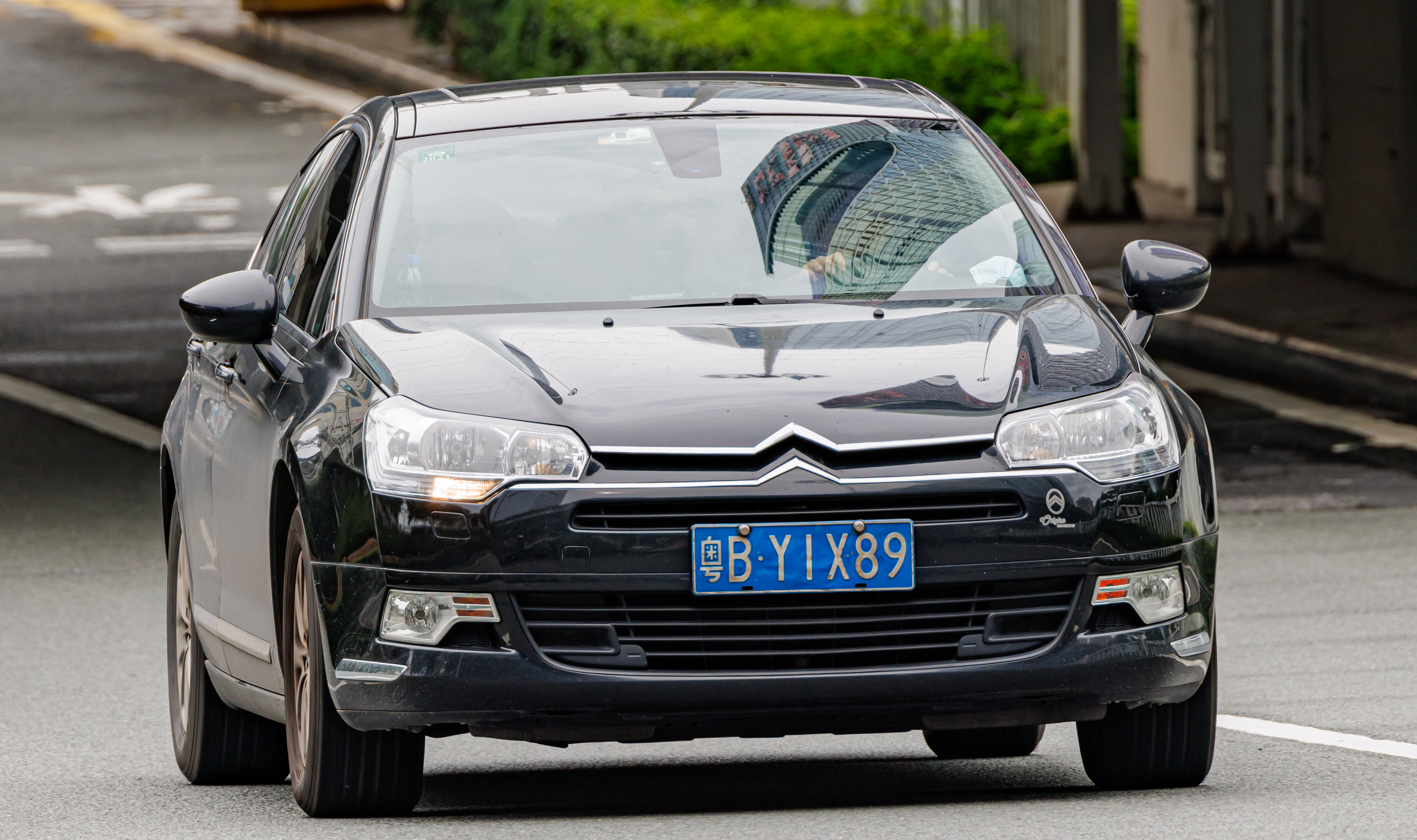
Citroën C5 II phase 1 (Chine).

Produite à Wuhan dans l'usine de Dongfeng Peugeot-Citroën Automobiles (DPCA), la Citroën C5 chinoise est lancée en septembre 2009. Elle affiche quelques spécificités par rapport au modèle européen. Ainsi, le design extérieur se pare de plus de chromes et les feux adoptent une partie cristal comme la phase 2 européenne. Les finitions sont adaptées pour le marché local. 

#### Phases 2 (2013-2017)

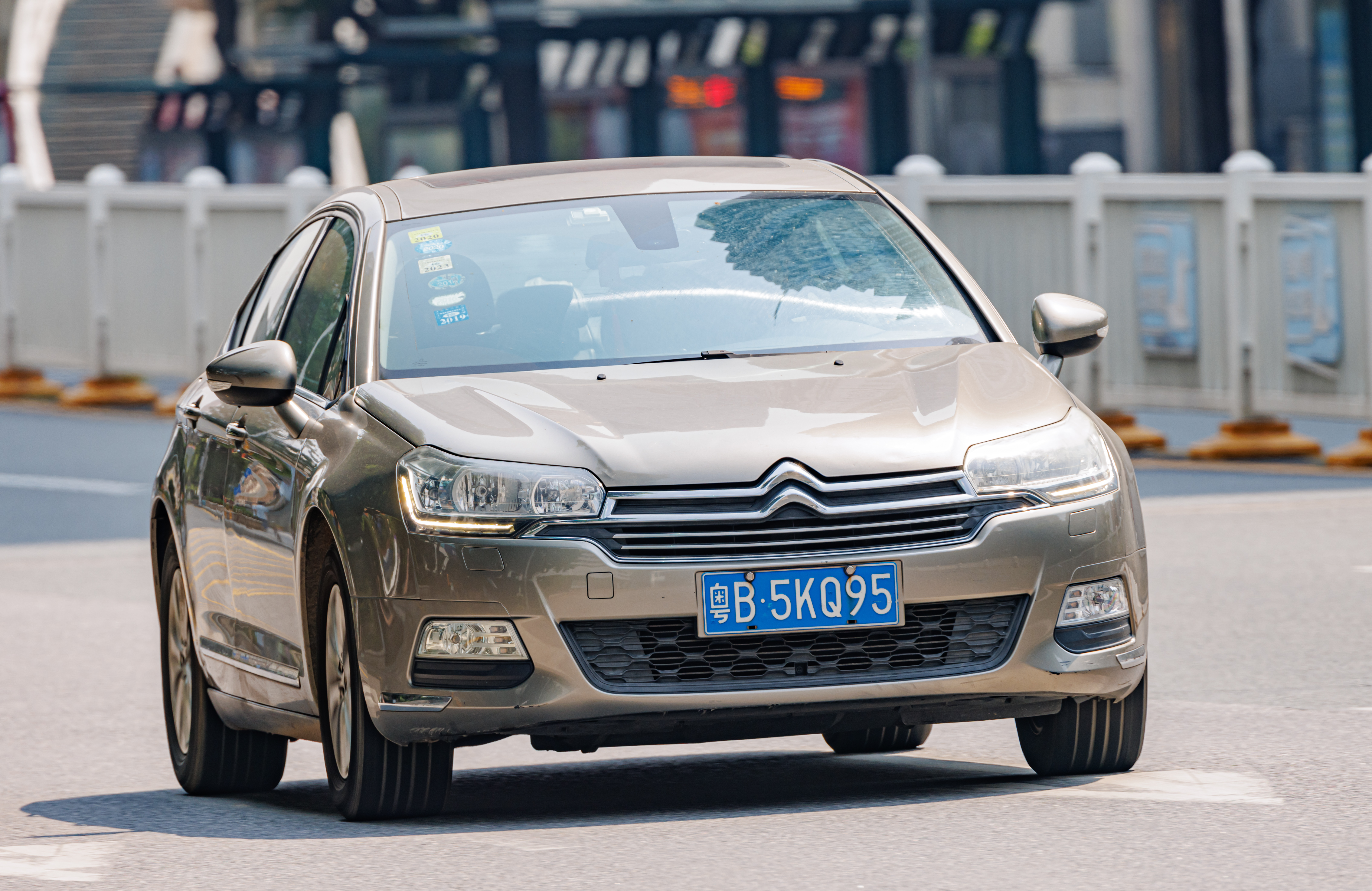
Citroën C5 II phase 2 (Chine).

Début 2013, elle reçoit un premier restylage. Les signatures lumineuses sont revues, tout comme la calandre qui devient plus imposante et chromée et accueille le nouveau logo de la marque. De plus, les matériaux utilisés dans l'habitacle sont améliorés et les versions les plus haut de gamme reçoivent un nouvel écran d'infodivertissement.

#### Phase 3 (2017-2021)

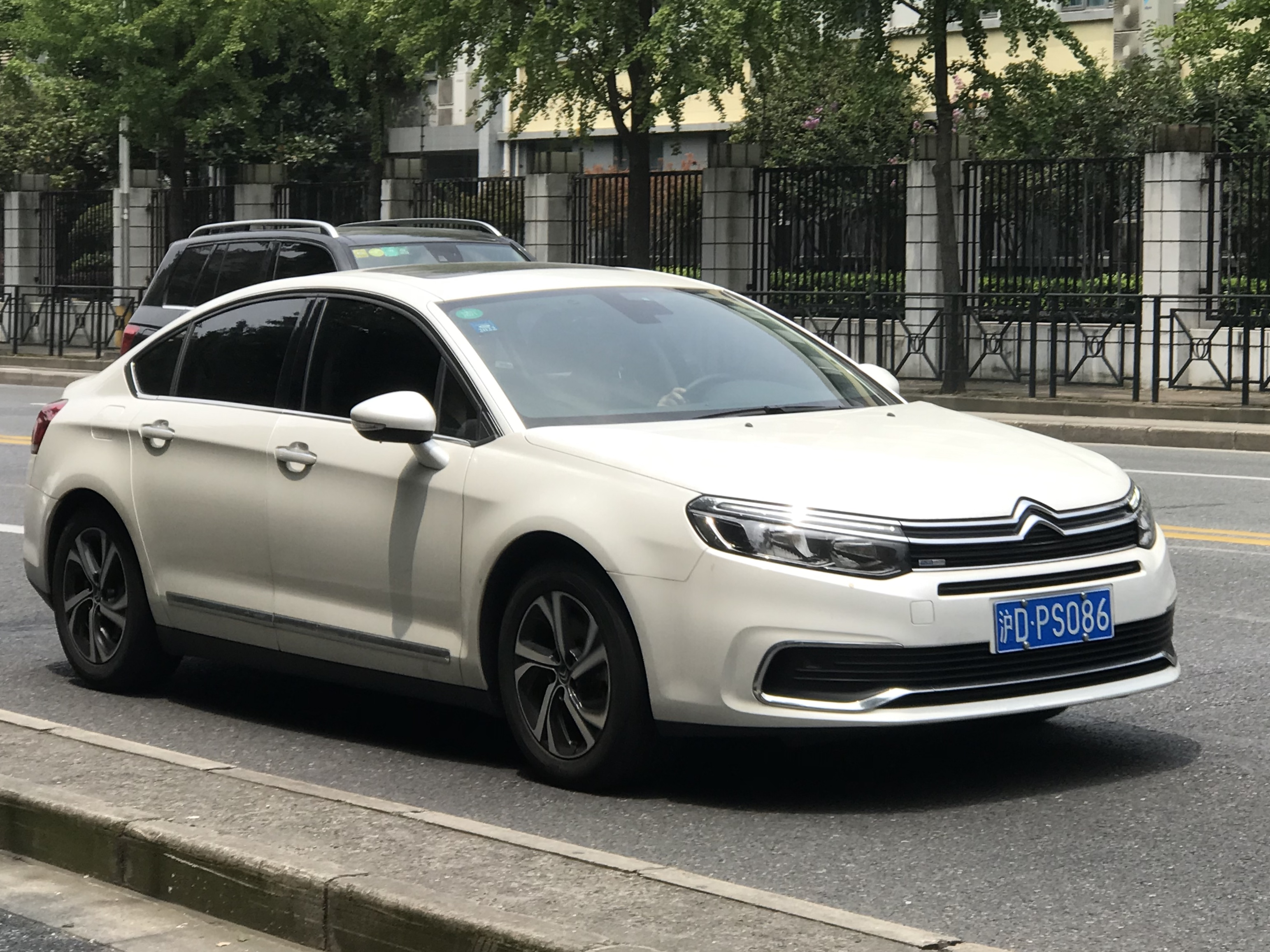
Citroën C5 II phase 3 (Chine).

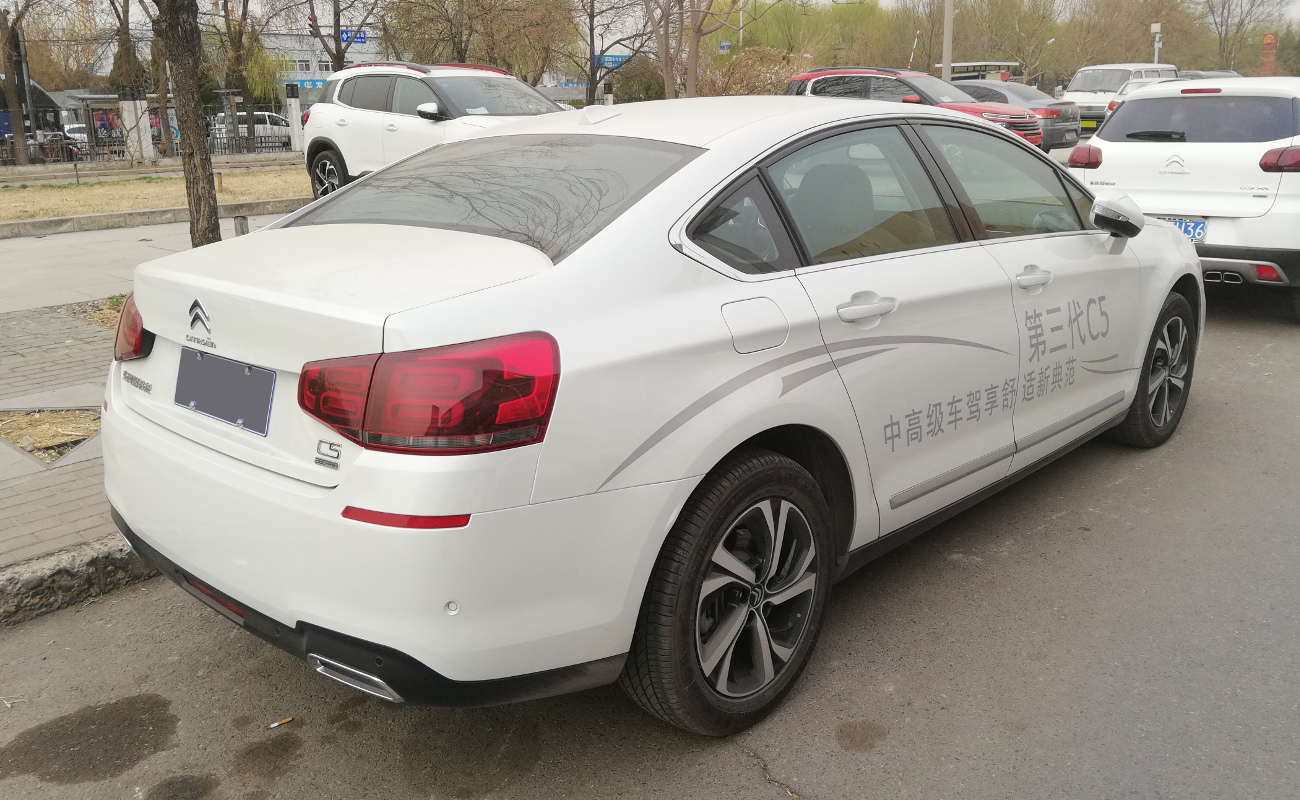
Citroën C5 II phase 3 (Chine).

Après l'arrêt de la version européenne, à l'occasion du salon de Shanghai 2017, la C5 est présentée dans une version restylée inspirée de la C6 de 2016. La face avant est remaniée, avec notamment une nouvelle calandre dont les barrettes horizontales se prolongent dans les phares, et des entrées d'air surlignées de chrome. À l'arrière, les feux reprennent la signature à quatre rectangles du C5 Aircross, présenté lors du même salon. Enfin l'intérieur est intégralement revu, avec une planche de bord désormais très horizontale, et une instrumentation totalement numérique. La suspension Hydractive est remplacée par une suspension dite métallique classique. La carrosserie break Tourer n’est pas proposée en Chine. Le constructeur annonce que la nouvelle C5 2017 est équipée des dernières aides et assistances à la conduite et à la sécurité avec notamment l’aide au maintien dans la file de circulation, l’alerte de pré-collision, la vision à 360°, le détecteur d’angle mort et le freinage automatique.
La nouvelle C5 est réservée au marché chinois avec deux motorisations essence identiques à celles que l’on trouve sur la C6 :
- L4 1,6 litre THP 164 ch à 6 000 tr/min (couple : 245 N m entre 1 400 tr/min et 4 000 tr/min), BVA6 Tiptronic
- L4 1,8 litre THP 204 ch à 5 500 tr/min (couple : 280 N m entre 1 400 tr/min et 4 000 tr/min), BVA6 Tiptronic

## Évolutions de la gamme

### 2007
Lancement de la Citroën C5 II

#### Essence
- Le 1.8i 127 est disponible.
- Le 2.0i 143 est disponible.
- Le 3.0i V6 210 est disponible.

#### Diesel
- Le 1.6 HDi 110 est disponible.
- Le 2.0 HDi 136/138 est disponible.
- Le 2.2 HDi 173 est disponible.
- Le 2.7 V6 HDi 204 est disponible.

### 2009

#### Essence
- Maintien de toutes les motorisations.

#### Diesel
- Maintien du 1.6 HDi 110.
- Maintien du 2.0 HDI 136/138.
- Maintien du 2.2 HDi 173.
- Le 2.7 V6 HDi 204 est remplacé par le 3.0 V6 HDi 240

### 2010

#### Essence
- Maintien du 1.8i 127.
- Le 2.0i 143 est remplacé par le 1.6 THP 155.
- Le 3.0i V6 210 est supprimé du catalogue.

#### Diesel
- Le 1.6 HDi 110 est remplacé par le 1.6 HDi/e-HDi 112.
- Le 2.0 HDi 136/138 est remplacé par le 2.0 HDi 140.
- Le 2.2 HDi 173 est remplacé par le 2.0 HDi 163.
- Maintien du 3.0 V6 HDi 240.

### 2011

#### Essence
- Le 1.8i 127 est remplacé par le 1.6 VTi 120.
- Maintien du 1.6 THP 155.

#### Diesel
- Maintien du 1.6 HDi/e-HDi 112.
- Maintien du 2.0 HDi 140.
- Maintien du 2.0 HDi 163.
- Lancement du 2.2 HDi 204.
- Maintien du 3.0 V6 HDi 240.

### 2012

#### Essence
- Maintien de toutes les motorisations.

#### Diesel
- Le 1.6 HDi/e-HDi 112 est remplacé par le 1.6 e-HDi 115.
- Maintien du 2.0 HDi 140.
- Maintien du 2.0 HDi 163.
- Maintien du 2.2 HDi 204.
- Maintien du 3.0 V6 HDi 240.

### 2013

#### Essence
- Maintien de toutes les motorisations.

#### Diesel
- Maintien du 1.6 HDi/e-HDi 115.
- Maintien du 2.0 HDi 140.
- Maintien du 2.0 HDi 163.
- Maintien du 2.2 HDi 204
- Le 3.0 V6 HDi 240 est supprimé du catalogue.

### 2014
Maintien de toutes les motorisations

### 2015

#### Essence
- Le 1.6 VTi 120 est supprimé du catalogue.
- Le 1.6 THP 155 est supprimé du catalogue.

#### Diesel
- Le 1.6 e-HDi 115 est supprimé du catalogue.
- Le 2.0 HDi 140 est remplacé par le 2.0 BlueHDi 150.
- Les 2.0 HDi 163 et 2.2 HDi 204 sont remplacés par le 2.0 BlueHDi 180.

## Citroën C5 Cross Tourer

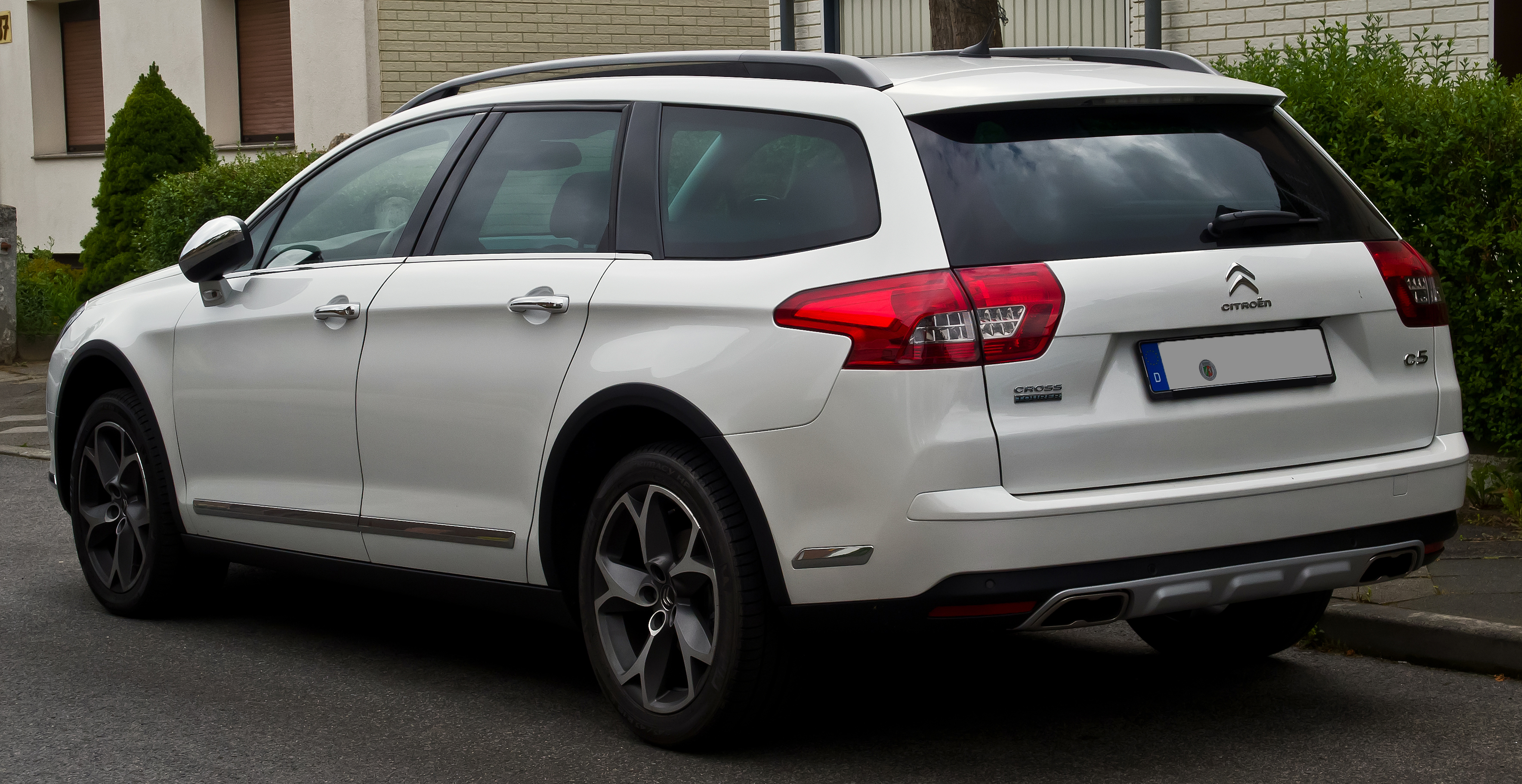

### 2016/2017

#### Diesel
- Maintien du 2.0 BlueHDi 150 BVM6.
- Maintien du 2.0 BlueHDi 180 EAT6.

## Compétitions
TRV6/TTA

## Particularités
La première génération propose des fonctions rares dans le monde automobile grâce à la haute pression hydraulique à gestion électronique, si véhicule équipé, certaines sont reprises sur la deuxième génération :
- un bouton permet de choisir deux réglages de suspension : normal, ou "sport", pour lequel les mouvements de caisse sont davantage contenus. Comme sur toutes les Citroën oléopneumatiques, on peut aussi abaisser la voiture, ou la faire monter, ce qui facilite le changement d'une roue, le nettoyage du soubassement, ou tout simplement le passage dans un chemin à ornières. À vitesse élevée (sur autoroute), la voiture s'abaisse automatiquement pour améliorer son coefficient de pénétration dans l'air ;
- sur la version break, un bouton dans le coffre permet d'ajuster à volonté la hauteur de la voiture, seulement sur les roues arrière : on peut ainsi choisir la hauteur du seuil du coffre pour faciliter le chargement ou le déchargement ;
- la voiture ne dispose pas de réglage de hauteur des phares : cette fonction serait inutile puisque la suspension oléopneumatique garde la caisse constamment à l'horizontale, quelle que soit la charge du coffre.
- sur le break (version I), la vitre arrière s'ouvre indépendamment du hayon, permettant d'accéder au contenu du coffre même si la voiture est garée trop près d'une autre, ou d'un mur, ou pour terminer un chargement.

## La Citroën C5 au cinéma
- Jumper (taxi romain dans lequel arrivent les deux héros).
- Superstar (taxi qui amène l'acteur devant les locaux du journal.)
- Les Souvenirs (voiture familiale de Michel Blanc)
- BAC Nord (version tourer, conduite par les agents de la BAC)